# سیجی موریتا
سیجی موریتا (انگلیسی: Seiji Morita؛ زادهٔ تاریخ ورودی نامعتبر است) تدوین‌گر فیلم اهل ژاپن است.